# パシフィカ (カリフォルニア州)
パシフィカ（Pacifica）は、アメリカ合衆国カリフォルニア州のサンマテオ郡にある都市。人口は3万8640人（2020年）。

## 概要
サンフランシスコ半島の太平洋側に位置している。海岸線は約10キロメートルで北部は砂浜、南部は岩場が多い。週末はサーフィンや釣りなどのレジャーを楽しむ観光客でにぎわう。

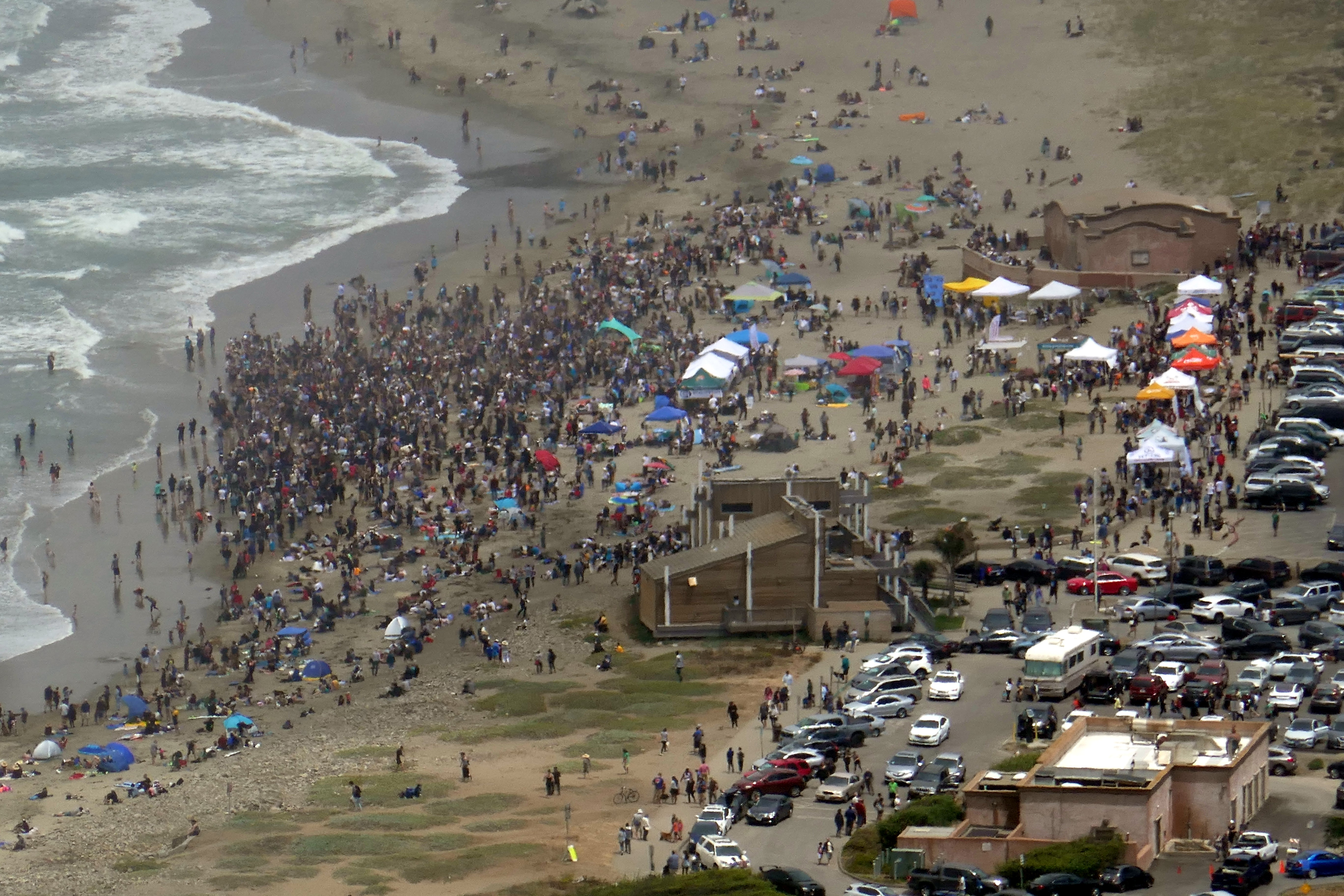
ドッグサーフィン・チャンピオンシップ